# Bryum thomeanum
Bryum thomeanum är en bladmossart som beskrevs av Potier de la Varde 1959. Bryum thomeanum ingår i släktet bryummossor, och familjen Bryaceae. Inga underarter finns listade i Catalogue of Life.